# 體操世界盃
體操世界盃是由國際體操聯合會主辦的世界最高水平的體操大賽。比賽規模較小，只會進行全能和單項的自選動作決賽。每年舉行若干站分站賽，分站賽成績優秀的選手參加總決賽。
第1屆體操世界盃總決賽是1975年在倫敦舉行。在第7屆體操世界盃總決賽前舉行時間是沒有規律的，70年代末國際體聯把世界上重大的比賽作了統一的安排，世界盃賽決定每4年舉行一次。4年為一周期，安排為：奧運會－世界體操錦標賽－世界盃體操賽－世界體操錦標賽。（如：1980年奧運會體操冠軍賽（雙數年）；1981年世界體操錦標賽（單數年）；1982年體操世界盃（雙數年）；1983年世界體操錦標賽（單數年）。）這個決定一直維持至1990年。
1997年，國際體操聯合會執行委員會更新世界體操賽事的舉辦時間，使其更有規律。決定往後於雙數年舉辦體操世界盃，與單數年舉辦世界體操錦標賽互相交替。
2008年5月，國際體聯於南非開普敦的會議上決定，因沒有國家承辦新一屆的比賽，由2009年1月開始暫停舉辦任何體操世界盃有關的賽事。

## 體操世界盃總決賽
| 年     | 屆   | 主辦城市 | 國家   |
| ------ | ---- | -------- | ------ |
| 1975年 | I    | 倫敦     | 英国   |
| 1977年 | II   | 奧維耶多 | 西班牙 |
| 1978年 | III  | 聖保羅   | 巴西   |
| 1979年 | IV   | 東京     | 日本   |
| 1980年 | V    | 多倫多   | 加拿大 |
| 1982年 | VI   | 薩格勒布 |        |
| 1986年 | VII  | 北京     | 中国   |
| 1990年 | VIII | 布魯塞爾 | 比利时 |
| 1998年 | IX   | 鯖江市   | 日本   |
| 2000年 | X    | 格拉斯哥 | 英国   |
| 2002年 | XI   | 斯圖加特 | 德国   |
| 2004年 | XII  | 伯明翰   | 英国   |
| 2006年 | XIII | 聖保羅   | 巴西   |
| 2008年 | XIV  | 馬德里   | 西班牙 |